# Coddingtonia
Coddingtonia is een spinnengeslacht uit de familie Parapluspinnen (Theridiosomatidae).

## Soorten
- Coddingtonia euryopoides Miller, Griswold & Yin, 2009